# Jun Wada
Jun Wada (和田 潤 Wada Jun?,  nacido el 28 de noviembre de 1973 en Chiba) es un exfutbolista japonés. Jugaba de delantero y su último club fue el FC Tokyo de Japón.

## Trayectoria

### Clubes
| Club     | País  | Año         |
| -------- | ----- | ----------- |
| FC Tokyo | Japón | 1996 - 1999 |